# À la française (album)
Albums de Arno
Idiots savants À poil commercial
À la française  est le cinquième album studio d'Arno,  sorti en juin 1995.
Comme son nom l'indique, il est intégralement en français, et ne comprend donc pas de titres en anglais ou en néerlandais comme d'autres albums de l'artiste. Il est considéré comme son chef-d'œuvre

## Liste des pistes
| No  | Titre                     | Paroles                             | Musique                                            | Durée |
| --- | ------------------------- | ----------------------------------- | -------------------------------------------------- | ----- |
| 1.  | Depuis ce jour-là         | Arno Hintjens                       | Arno Hintjens                                      | 3:40  |
| 2.  | Les Yeux de ma mère       | Arno Hintjens                       | Piet Jorens                                        | 3:38  |
| 3.  | Laisse-moi danser         | Arno Hintjens                       | Ad Cominotto                                       | 3:50  |
| 4.  | Elle pense à lui          | CharlÉlie Couture                   | CharlÉlie Couture                                  | 3:31  |
| 5.  | Marie tu m'as             | Arno Hintjens                       | Jean-Marie Aerts                                   | 3:12  |
| 6.  | La Danseuse de java       | Arno Hintjens                       | Ad Cominotto, Piet Jorens et Roland Van Campenhout | 3:05  |
| 7.  | T'inquiètes pas           | Arno Hintjens                       | Ad Cominotto                                       | 3:18  |
| 8.  | Le Bon Dieu               | Jacques Brel                        | Jacques Brel                                       | 2:33  |
| 9.  | ... Tu sais               | Arno Hintjens                       | Arno Hintjens                                      | 3:13  |
| 10. | Je ne veux pas être grand | Arno Hintjens                       | Ad Cominotto                                       | 3:24  |
| 11. | Seul                      | Arno Hintjens et Marie-Laure Béraud | Jean-Marie Aerts                                   | 3:48  |
| 12. | Oui, là-bas               | Arno Hintjens                       | Ad Cominotto                                       | 3:54  |
| 13. | Comme à Ostende           | Jean-Roger Caussimon                | Léo Ferré                                          | 4:06  |